# Galasa
Galasa är ett släkte av fjärilar. Galasa ingår i familjen mott.

## Bildgalleri

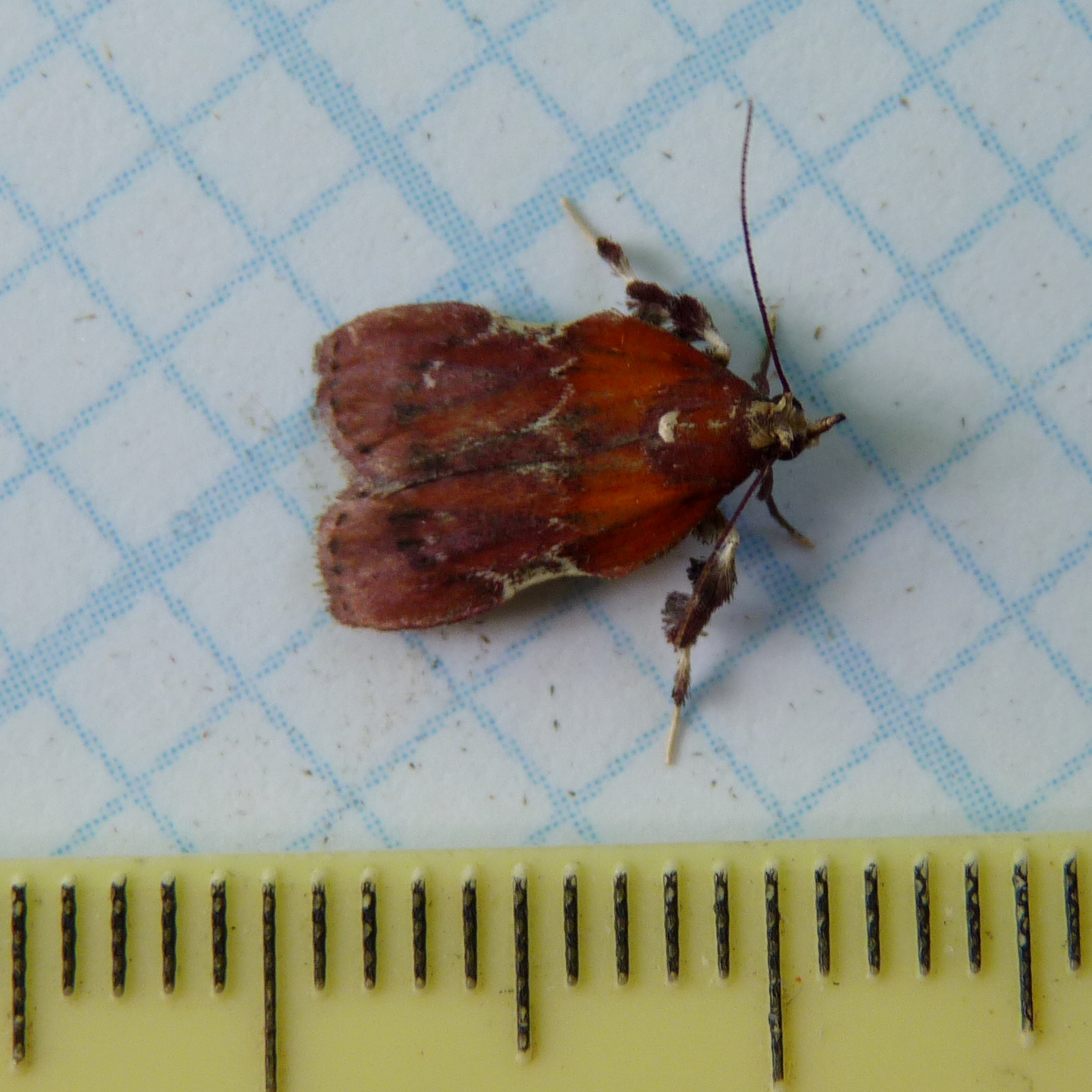

## Dottertaxa tillGalasa, i alfabetisk ordning[1]
- Galasa belliculalis
- Galasa concordalis
- Galasa costalis
- Galasa dilirialis
- Galasa dubitalis
- Galasa ectrocta
- Galasa excisalis
- Galasa fervidalis
- Galasa fulvusana
- Galasa lophopalis
- Galasa lutealis
- Galasa major
- Galasa modestalis
- Galasa monitoralis
- Galasa nigrinodis
- Galasa nigripunctalis
- Galasa pallidalis
- Galasa palmipes
- Galasa relativalis
- Galasa rubidana
- Galasa rubrana
- Galasa rugosalis
- Galasa strenualis
- Galasa striginervalis
- Galasa stygialis
- Galasa subpallidalis
- Galasa trichialis
- Galasa unifactalis
- Galasa ustalis
- Galasa vulgalis